# Karl Christian Weber

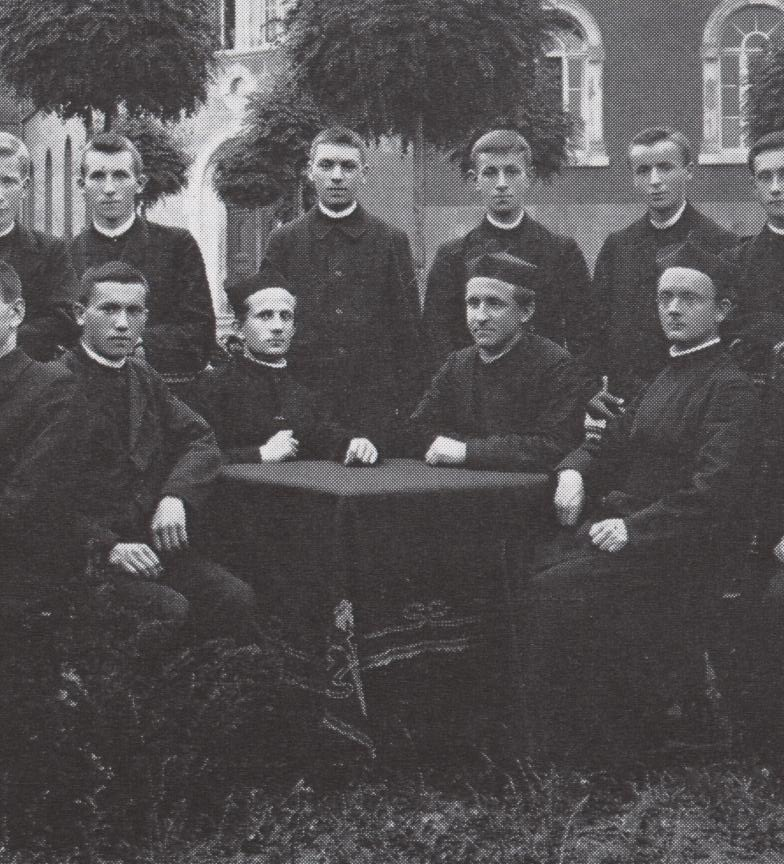
Karl Weber séminariste à Saint-Wendel, assis à gauche

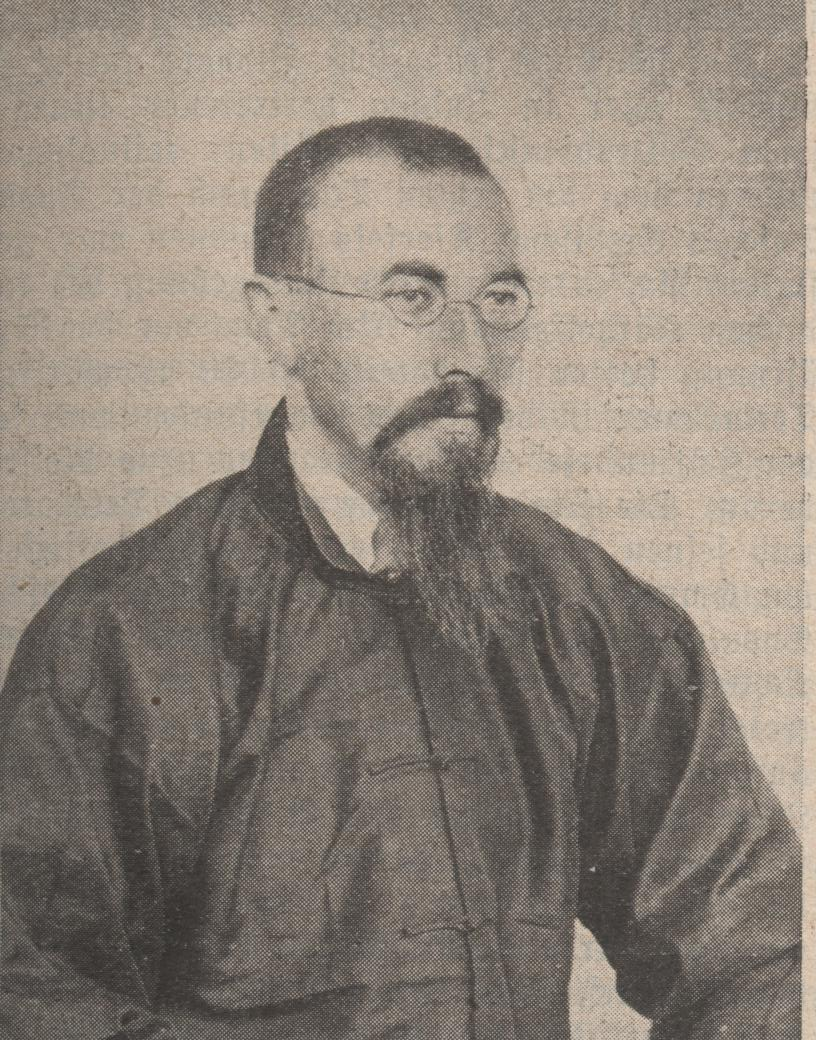
Karl Weber, missionnaire en Chine

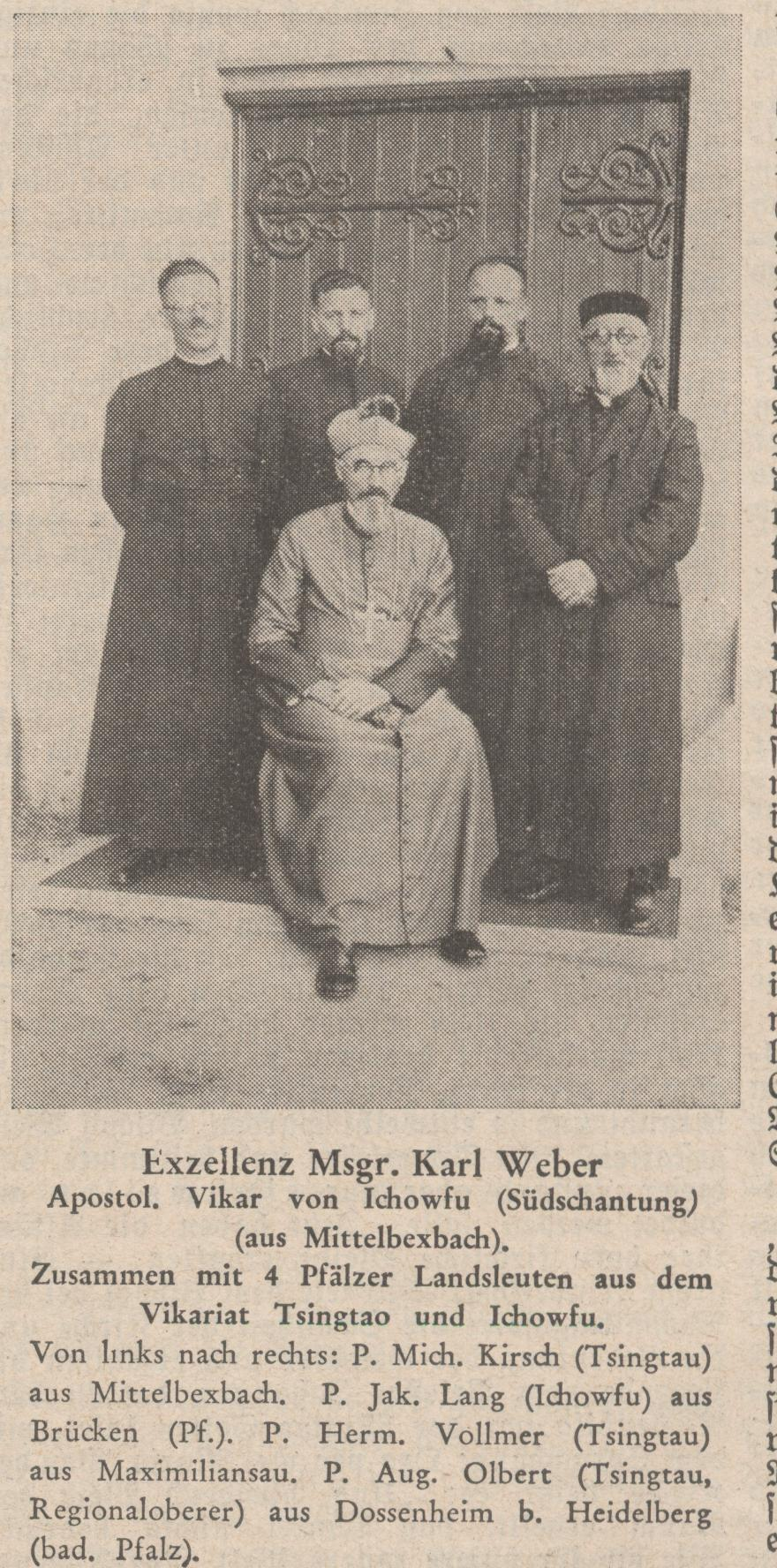
Mgr Weber et d'autres prêtres compatriotes

Karl Christian Weber, né le 28 juin 1885 à Bexbach et mort le 15 novembre 1970 à Saint-Wendel, est un missionnaire catholique allemand qui fut le premier évêque diocésain du diocèse de Yizhou (Ichow) en Chine.

## Biographie
Karl Weber naît à Bexbach dans le diocèse de Spire dans la Sarre, appartenant au royaume de Bavière. Il entre au lycée chez les pères de la société du Verbe Divin à St. Wendel en 1898, puis il continue ses études au séminaire Saint-Gabriel des pères à Mödling, près de Vienne. Il est ordonné prêtre le 29 septembre 1910 et envoyé au début de l'année 1911 en Chine, qui fait tomber cette année-là la dynastie Qing.
Lorsque la Première Guerre mondiale éclate, il est envoyé en tant que sous-officier du service sanitaire dans la concession allemande de Kiautschou (Kiaou-Tchéou, en français de l'époque). Il y reste trois mois et est envoyé en camp de prisonniers au Japon, après la capitulation de la ville de Tsingtao, le 7 novembre 1914. Il retourne en Chine en 1921 et devient recteur de Yang-Kéou (Yanggu aujourd'hui), jusqu'en 1928. Il est ensuite nommé doyen de Tsao-tchou-fu (de) (Caozhou aujourd'hui), charge qu'il assume, jusqu'en 1936.
C'est en 1937, en plein début de la guerre sino-japonaise, que le vicariat apostolique d'Ichow est fondé. Karl Weber en est nommé à la tête. Il est nommé en même temps évêque in partibus (titulaire) de Daldis (de) et il reçoit la consécration épiscopale le 16 octobre 1938 des mains de Mgr Weig dans la toute nouvelle cathédrale de Tsingtao. Le vicariat devient diocèse le 11 avril 1946 et Mgr Weber en est le premier évêque diocésain.
Son activité missionnaire intense prend fin à l'arrivée au pouvoir des communistes de l'armée populaire de libération en 1949. La plupart des missionnaires s'enfuient, mais Mgr Weber demeure en Chine. Les propriétés de l'Église sont lourdement taxées et le gouvernement l'arrête, en pleine guerre de Corée, en 1951. Il passe deux ans en camp et il est torturé à plusieurs reprises, notamment par le supplice de la baignoire. Il est finalement expulsé en octobre 1953 et gagne Hong Kong à bord d'un vapeur danois. 
Il est accueilli à son arrivée par le consul allemand, mais il est squelettique et dans un état lamentable, ce qui nécessite de le soigner pendant cinq mois dans une clinique. De retour en Allemagne en 1954, il s'établit à la maison de pères du Verbe-Divin de Saint-Wendel. Il ne cesse alors de soutenir comme il le peut les chrétiens de Chine et de l'étranger, comme ceux de Taïwan et des Philippines. Il retourne parfois dans son diocèse d'origine et à Brexbach où il fête son jubilé, dont l'homélie est prononcée par l'évêque de Spire.
Une rue a été nommée en son honneur à Bexbach.

## Œuvres
- (de) Nur eine Chance - Eine Schrift von der seelischen Not der Zeit und ihrer Abhilfe, Missionshaus St. Wendel, 1965

## Source
- (de) Cet article est partiellement ou en totalité issu de l’article de Wikipédia en allemand intitulé « Karl Christian Weber » (voir la liste des auteurs).